# The Qemists
The Qemists est un groupe britannique de drum and bass fondé en 2005 par Dan Arnold (bassiste), Leon Harris (batterie) et Liam Black (guitariste), tous les trois venant de Brighton au Royaume-Uni.

## Historique
Ces trois artistes ont débuté dans le rock avant de passer vers cet autre genre musical, la drum and bass, qui a forgé leur notoriété. Ils signent en 2004 leur premier contrat avec Mastermind Records, puis avec Ninja Tune. Ils sortent leur premier album en 2009, Join the Q, contenant "Stompbox", titre au grand succès, utilisé dans nombre de productions vidéoludiques, telles que Motorstorm: Pacific Rift, Need for Speed: Undercover, Blur...

## Discographie

### Singles
- React (12" Vinyl) - (2004)
- Summer Son (12" Vinyl) - (2004)
- Iron Shirt / Let There Be Light - (2006)
- Stompbox - (2007)
- Dem Na Like Me - (2008)
- Lost Weekend - (2008)
- On The Run - (2009)
- Drop Audio - (2009)
- S.W.A.G. - (2009)
- Your Revolution - (2010)
- Hurt Less - (2010)
- Renegade - (2010)
- Take It Back - (2011)
- No More - (2013)
- Run You - (2015)

### Remixes
- Coldcut - Everything Is Under Control - (2005)
- Dr. Octagon - Trees - (2006)
- Coldcut - True Skool - (2006)
- Backini - Radio - (2006)
- Roots Manuva feat. Rodney P - Swords In The Dirt - (2007)
- The Count & Sinden feat. Kid Sister - Beeper - (2008)
- DJ Kentaro - Rainy Day - (2008)
- Coldcut - Atomic Moog - (2008)
- Innerpartysystem - Die Tonight Live Forever - (2008)
- Enter Shikari - No Sleep Tonight - (2009)
- Steve Aoki - I'm in the House - (2010)
- South Central - The Day I Die - (2011)